# Sito archeologico di Konso
Konso è un sito archeologico preistorico che si trova vicino all'omonima città in Etiopia.

## Descrizione
Il sito archeologico Konso fu scoperto nel 1991 grazie all'analisi di immagini satellitari, e fu descritto scientificamente per la prima volta alla fine del 1992. I sedimenti del sito, un'area di circa 12 × 5 chilometri, hanno un'età compresa tra 1,3 e 1,9 milioni di anni fa.
Qui sono stati riportati alla luce numerosi manufatti attribuibili alla cultura acheuleana, oltre a numerosi reperti fossili. Già nel 1992, è stato riferito che numerose ossa, recuperate da uno strato di terreno datato a 1,4 milioni di anni fa, mostravano segni di taglio, e altre caratteristiche proprie di una lavorazione. Un frammento della mascella inferiore scoperto nello stesso strato di terreno, repertato come KGA 10-1, è stato attribuito all'Homo erectus, per la somiglianza dei suoi denti con il fossile KNM-ER 992 ritrovato in Kenya. Gli strumenti di pietra più antichi della cultura Acheuleana qui ritrovati risalgono a 1,74 ± 0,03 milioni di anni, e sono tra i più antichi mai scoperti.
Una delle scoperte più importanti è la prima calotta cranica con associata la mascella inferiore di un Paranthropus boisei, reperto KGA 10-525, cui è stata attribuita un'età di circa 1,4 milioni di anni.  È stata ritrovata anche un'ascia della stessa epoca, ricavata da un osso di ippopotamo, attribuibile dell'Homo erectus.